# Badra Ben Mustapha
Badra Ben Mustapha (arabe : بدرة بن مصطفى), née le 12 mars 1912 à Tunis et morte le 6 août 1993, est la seconde Tunisienne diplômée d'une faculté de médecine et une militante féministe, membre de l'Union musulmane des femmes de Tunisie (ar) puis de l'Union des femmes de Tunisie.

## Biographie

### Famille et formation
Badra Ben Mustapha est diplômée sage-femme de la faculté de médecine d'Alger en 1932 ; c'est la première Tunisienne diplômée de cette faculté de médecine et la seconde à avoir intégré un tel établissement, Tawhida Ben Cheikh l'ayant précédée à la faculté de médecine de Paris.
Épouse d'Abdelmlak Ouertani, elle a avec lui trois enfants.

### Vie professionnelle
À l'issue de ses études, elle travaille au sein des services sociaux de la ville de Tunis. Elle co-fonde en 1935, avec quatre médecins (dont Ahmed Ben Miled) et un dentiste, le premier dispensaire tenu par des Tunisiens, Dar Ibn El Jazzar, dans le quartier de Halfaouine. Ce dispensaire fonctionne jusqu'après la Seconde Guerre mondiale.
En 1952, elle est mentionnée comme faisant partie des effectifs des hôpitaux, dans le cadre d'une enquête sur les exactions du cap Bon. En 1958, elle est promue sage-femme de première classe des établissements hospitaliers.
Elle intègre à sa création, en 1936, l'Union musulmane des femmes de Tunisie (ar) fondée par Bchira Ben Mrad,. Elle rejoint ensuite l'Union des femmes de Tunisie— proche du Parti communiste tunisien — qu'elle représente au symposium sur le planning familial à Belgrade en novembre 1969.

## Hommages
Elle est faite commandeur de l'ordre de l'Indépendance en 1989, aux côtés d'autres femmes dont Bchira Ben Mrad.
Dans le cadre de la Journée internationale des femmes, la municipalité de l'Ariana lui rend hommage en donnant son nom à une voie communale au titre qu'elle est « l'une des dix pionnières tunisiennes »,.